# Nucleo pretettale
Il nucleo pretettale è una massa di neuroni, disposta al confine tra il mesencefalo e il diencefalo. Posto anteriormente ai collicoli superiori e, più in alto, sta posteriormente e lateralmente alla commessura posteriore. Costituito da gruppi di neuroni che si organizzano in cinque sottonuclei. Una delle funzioni proprie del nucleo pretettale è il riflesso pupillare agli stimoli luminosi.

## Afferenze
- Tratto ottico (fibre retinicotettali)
- Collicolo superiore, mediante il braccio congiuntivo superiore

## Efferenze
- Nuclei parasimpatici di Edinger-Westphal di entrambi i lati, consentendo in tal modo il restringimento del muscolo sfintere della pupilla d'ambedue gli occhi, come risposta a stimoli luminosi unilaterali (riflesso pupillare diretto e consensuale alla luce).
- Pulvinar (talamo).
- Strati profondi del collicolo superiore.